# 송하윤
송하윤(본명: 김미선, 1986년 12월 2일 ~ )은 대한민국의 배우다.

## 학력
- 신도초등학교 (졸업)
- 부명중학교 (졸업)
- 중원고등학교 (전학)
- 반포고등학교 (전학)
- 구정고등학교 (졸업)

## 논란

### 학교폭력 논란
송하윤이 고등학교 시절에 학교폭력으로 인해 징  계를 받은 일이 보도되어 논란이 되었다.
2024년 4월 1일 JTBC의 사건반장에 제보가 들어왔는데 제보자는 2004년 8월 서울 서초구의 모 고등학교 3학년이던 A씨(송하윤)에게 영문도 모른 채 일방적으로 폭행을 당했는데 "점심시간에 학교 뒤 놀이터로 불려 나가 이유도 모른 채 1시간 30분 동안 맞았다"며 "당시 A씨는 나보다 1학년 높았고, 남자친구도 일진이었기 때문에 저항 한 번 못 하고 맞기만 했다"고 주장했다.
제보자에 따르면 A씨는 이후 다른 집단 폭행 건으로 연루돼 학교폭력 8호 처분을 받은 뒤 서울 강남구의 모 고등학교로 강제 전학을 당했으며 제보자는 고등학교 졸업 후 6개월 뒤 미국으로 이민을 갔고 최근 우연히 한 예능 프로그램에 출연한 A씨의 영상을 보게 됐고 상처 입은 피해자를 잊고 지내는 듯한 A씨의 모습에 충격을 받아 제보하게 됐다고 발언했다.

## 연기/예능 활동

### 드라마
- 2003년 KBS2 월화 미니시리즈 《상두야, 학교가자》 ... 학생 역
- 2004년 MBC 저녁 청춘시트콤 《논스톱 5》
- 2005년 MBC 베스트극장 《태릉선수촌》 ... 정마루 역
- 2006년 MBC 베스트극장 《그 남자의 질투》 ... 사라 역
- 2008년 KBS2 월화 미니시리즈 《최강칠우》 ... 연두 역
- 2011년 KBS2 드라마 스페셜 《수호천사 김영구》 ... 최나영 역
- 2012년 SBS 드라마스페셜 《유령》 ... 최승연 역
- 2013년 KBS2 드라마 스페셜 《그렇고 그런 사이》 ... 박준희 역
- 2014년 OCN 일요 미니시리즈 《리셋》 ... 최윤희 역
- 2014년 MBC 드라마넷 금요 미니시리즈 《스웨덴 세탁소》 ... 김봄 역
- 2014년 KBS2 드라마 스페셜 《아빠를 소개합니다》 ... 최희영 역
- 2015년 웹 드라마 《드림나이트》 ... 주인형 역
- 2015년 KBS2 TV소설 《그래도 푸르른 날에》 ... 이영희 역
- 2015년 MBC 주말 특별기획 드라마 《내 딸, 금사월》 ... 이홍도 / 주오월 역
- 2016년 웹 드라마 《널 만질거야》 ... 진희영 역
- 2017년 SBS 토요 특별기획 드라마 《언니는 살아있다》 ... 세라 박 역 (특별출연)
- 2017년 KBS2 월화 미니시리즈 《쌈 마이웨이》 ... 백설희 역
- 2018년 iHQ drama 수목 미니시리즈 《마성의 기쁨》 ... 주기쁨 역
- 2020년 MBC every1 화요 미니시리즈 《제발 그 남자 만나지 마요》 ... 서지성 역
- 2023년 ENA 월화 미니시리즈 《오! 영심이》 ... 오영심 역
- 2024년 tvN 월화 미니시리즈 《내 남편과 결혼해줘》 … 정수민 역
- 2025년 wavve, 왓챠 웹 드라마 《찌질의 역사》 ... 윤설하 역

### 예능
- 2018년 월요 예능 프로그램 《풀 뜯어먹는 소리》
- 2020년 목요 예능 프로그램 《구해줘! 홈즈》
- 2024년 주말 예능 프로그램 《아는형님》

### 영화
| 연도 | 제목            | 역할        | 비고 |
| ---- | --------------- | ----------- | ---- |
| 2005 | 댄서의 순정     | 영수        |      |
| 2006 | 다세포 소녀     | 도라지 소녀 |      |
| 2006 | 러브 하우스     | 고삐리      |      |
| 2008 | 아기와 나       | 김별        |      |
| 2008 | 장례식의 멤버   | 우아미      |      |
| 2009 | 비상            | 수경        |      |
| 2009 | 괭이            |             |      |
| 2012 | 화차            | 한나        |      |
| 2012 | 나는 공무원이다 | 미선        |      |
| 2014 | 제보자          | 김이슬      |      |
| 2016 | 또 하나의 사랑  | 희수        |      |
| 2018 | 완벽한 타인     | 세경        |      |

### 뮤직비디오
- 2004년 클래지콰이 - Sweety
- 2005년 UN - 그녀에게
- 2005년 가비앤제이 - 눈사람
- 2007년 더 네임 - 이별...후에
- 2010년 팀 - 남자답지 못한 말
- 2012년 양요섭 - 카페인

## 배우 외 활동

### CF
| 연도      | 사항                                                     | 공동 출연              |
| --------- | -------------------------------------------------------- | ---------------------- |
| 2004      | 챕스틱                                                   |                        |
| 2004      | KTF Na - 나의 사랑은 떨어질줄 모르지                     | 현빈                   |
| 2006      | 롯데칠성음료 - 미녀는 석류를 좋아해                      | 이준기                 |
| 2007      | 롯데제과 - 설레임                                        | 박해진                 |
| 2007      | 스카이                                                   |                        |
| 2007      | 농심 - 건면세대 치즈                                     | 서우                   |
| 2009      | SK텔레콤 - 2009년의 주문 - 비비디 바비디 부              |                        |
| 2010      | 오리온 - 마켓오                                          | 강소라, 한보름         |
| 2010      | 한국후지필름 - 후지 인스탁스                             | 송중기                 |
| 2010~2012 | 미샤                                                     |                        |
| 2017      | 멘소래담 - 아크네스 더마릴리프, 포밍워시                 |                        |
| 2018      | LG U+ - 24시간 음악이 멈추지 않도록, Apple Music엔 LG U+ | 장승조, 한지선, 박하나 |
| 2019      | 케이뉴트라 콜라겐 3.2                                    |                        |
| 2019      | 현대해상                                                 | 박해수                 |

## 수상 및 후보
| 연도 | 시상식                      | 부문                             | 작품               | 결과 |
| ---- | --------------------------- | -------------------------------- | ------------------ | ---- |
| 2012 | SBS 연기대상                | 드라마스페셜부문 여자 특별연기상 | 유령               | 후보 |
| 2015 | KBS 연기대상                | 일일극부문 여자 우수연기상       | 그래도 푸르른 날에 | 후보 |
| 2015 | MBC 연기대상                | 특별기획부문 여자 신인상         | 내 딸 금사월       | 후보 |
| 2016 | 제2회 K웹페스트 영화제      | 여우주연상                       | 널 만질거야        | 수상 |
| 2017 | 제10회 코리아 드라마 어워즈 | 여자 우수연기상                  | 쌈 마이웨이        | 수상 |
| 2017 | 제1회 더 서울어워즈         | 드라마 부문 여우조연상           | 쌈 마이웨이        | 후보 |
| 2017 | KBS 연기대상                | 여자 조연상                      | 쌈 마이웨이        | 후보 |
| 2018 | 제13회 숨피 어워즈          | 최우수조연상 여자부문            | 쌈 마이웨이        | 후보 |
| 2018 | 제54회 백상예술대상         | TV부문 여자 조연상               | 쌈 마이웨이        | 후보 |
| 2019 | 제39회 황금촬영상           | 촬영감독이 선정한 인기상         | 완벽한 타인        | 수상 |